# Автономовская
Автономовская — деревня в Устьянском районе Архангельской области.

## География
Находится в южной части Архангельской области на расстоянии приблизительно 32 км на юг по прямой от административного центра района поселка Октябрьский на левобережье речки Кокшеньга.

## История
В 1859 году здесь (деревня Тотемского уезда Вологодской губернии) было учтено 7 дворов. До 2022 года входила в Ростовско-Минское сельское поселение до его упразднения.

## Население
Численность населения: 46 человек (1859 год), 4 (русские 75 %) в 2002 году, 2 в 2010.